# Trausti Eyjólfsson
Jón Trausti Eyjólfsson (* 22. November 1927 in Reykjavík; † 20. Juli 2010) war ein isländischer Leichtathlet.

## Werdegang
Trausti Eyjólfsson bildete in London 1948 zusammen mit Ásmundur Bjarnason, Finnbjörn Þorvaldsson und Haukur Clausen die erste isländische Staffel, die an Olympischen Spielen teilnahm. Über 4 × 100 m schied das Quartett im Vorlauf aus.